# نصرآباد (بردسکن)
نصرآباد نام روستایی از توابع بخش شهرآباد شهرستان بردسکن در استان خراسان رضوی است. این روستا در دهستان جلگه قرار دارد و براساس سرشماری سال ۱۳۸۵ جمعیت آن ۲۲۳ نفر (۵۵ خانوار) بوده است.